# Чубинашвили, Николай Георгиевич
Николай Георгиевич Чубинашвили (груз. ნიკოლოზ ჩუბინაშვილი, 10 апреля 1908 г., Лейпциг — 1993, Тбилиси) — грузинский советский учёный-искусствовед и историк, доктор искусствоведения (1961).

## Биография
Сын выдающегося исследователя грузинского искусства Георгия Чубинашвили (1885—1973), родился в Лейпциге, где его отец учился в университете.
Учился в Академии художеств в Тбилиси и в Грузинском строительном институте (1927—1931). Работал архитектором-инспектором отдела охраны памятников (1934—1938), научным сотрудником Музея-заповедника Вардзия (1943—1945 и 1956—1958 гг.). С 1958 года работал в Институте истории искусств Грузии.
Изучал грузинскую архитектуру и скульптуру, знаменитые памятники (Гударехи, Самшвилдский Сион, Церовани и т. д.). Доктор искусствоведения, тема диссертации «Грузинская средневековая художественная резьба по дереву : перелома X—XI вв».
Личный архив Николая Чубинашвили находится в национальном центре рукописей Грузии.